# 常存畏
常存畏（16世紀—17世紀），字爾奐，湖廣襄陽府穀城縣人，明朝政治人物。

## 生平
常存畏是天啟元年（1621年）辛酉科湖廣鄉試舉人，赴京參加會試時被賊人抓住迫令隨行，他堅持不屈服，罵不絕口，因此被殺害，屍體遭棄置在廣德寺外數天才被移去。

## 引用
1. 1 2  同治《穀城縣志·卷五》：常存畏，字爾奐，天啟辛酉舉人，上公車遇賊縛之，逼令隨營，存畏義不肯屈，罵不絕口，遂遇害，暴尸廣德寺前數日。